# Sambucus javanica
Il sambuco cinese (Sambucus javanica Reinw. ex Blume, 1826) è una pianta erbacea della famiglia delle Viburnaceae, originaria dell'Asia tropicale e subtropicale.

## Distribuzione e habitat
Si trova in Bhutan, Birmania, Cambogia, Cina (tranne nel nord), India, Indonesia, Giappone, Laos, Malaysia (nello stato di Sabah), Filippine, Thailandia meridionale e Vietnam.